# Planxty
Planxty fue una banda de música tradicional irlandesa formada en la década de 1970, cuyos miembros inicialmente fueron Christy Moore (voz, guitarra acústica, bodhrán), Dónal Lunny (bouzouki, guitarra), Andy Irvine (voz, mandolina, mandola, bouzouki, zanfona, armónica) y Liam O'Flynn (gaita irlandesa, flauta irlandesa). Posteriormente se unieron Johnny Moynihan, Matt Molloy (flauta), Bill Whelan (teclados), Nollaig Casey (violín) y, brevemente, Paul Brady. La banda se formó en 1972, y rápidamente se popularizó, revolucionando la música folk irlandesa y cosechando gran éxito en giras y grabaciones. La banda se separó en dos ocasiones, primero en 1975 y nuevamente en 1983, volviéndose a reunir en 2003. Su última actuación hasta la fecha tuvo lugar en 2005.

## Historia

### Formación y primera ruptura
Los primeros cuatro integrantes eran ya músicos reconocidos en el circuito folk de la época, y a raíz de la coincidencia de todos ellos como colaboradores en la grabación del segundo disco en solitario de Christy Moore (Prosperous), fue fraguándose la idea de constituir la banda. Pronto alcanzaron notoriedad y comenzaron a tocar por toda Irlanda.
El primer sencillo de Planxty, Three Drunken Maidens alcanzó el puesto 7 en las listas irlandesas. El siguiente single, una regrabación de The Cliffs of Dooneen (previamente grabada para el álbum Prosperous) llegó al número 3. Dos álbumes completos seguidos (Planxy and The Well Below the Valley) y la creciente popularidad del grupo provocaron intensas giras por toda Irlanda, Gran Bretaña, Francia, Alemania, Italia, España y el norte de Europa.
Cansado de las constantes giras y con el deseo de explorar otros caminos musicales, Dónal Lunny dejó la banda en julio de 1973. El siguiente en salir fue Christy Moore, en la primavera de 1974. Moore quería volver a su carrera en solitario y ampliar el repertorio. La separación fue amistosa, lo que permitió que Paul Brady y Moore coincidiesen varios meses en la banda, entre la primavera y el otoño de 1974. Después de su partida, la formación Irvine / Moynihan / Brady / O'Flynn continuaron las giras, pero sin realizar ninguna grabación antes de su último concierto en Bruselas el 5 de diciembre de 1975.

### Segunda etapa
Dado que los cuatro miembros originales del grupo se veían con frecuencia en conciertos y eventos sociales, terminaron por volver a constituir la banda en 1979, animados por el productor musical Kevin Flynn, que se convertiría en su mánager. Esta vez incluyeron en la formación a Matt Molloy, retomaron las giras y grabaron el disco After the Break. Poco después, Molloy dejó el grupo para unirse a The Chieftains, con quienes continúa hasta hoy.
En febrero de 1980, Noel Hill (concertina) y Tony Linnane (violín), comenzaron a acompañar los directos de Planxty. Esta formación de seis miembros Moore, Irvine, Lunny, O'Flynn, Hill y Linnane) se completó con Matt Molloy y el teclista Bill Whelan cuando la banda entró en el estudio en la primavera de 1980 para grabar el álbum The Woman I Loved So Well.
De vuelta a las giras, la banda volvió en verano de 1980 a la formación de cuatro miembros, a la que se unieron en otoño Molloy y un joven violinista llamado Nollaig Casey. Esta formación pronto comenzó a desintegrarse. Liam O'Flynn se embarcó en un proyecto con Shaun Davey, The Brendan Voyage. Moore y Lunny, deseosos de experimentar con una sección rítmica y una línea más política formaron la banda Moving Hearts. Simultáneanente, Lunny producía discos de otras bandas. Así, el cuarteto original tocaron por última vez juntos el 24 de agosto de 1982, en el Estadio Nacional de Dublín. Sin embargo, con Whelan y Casey todavía a bordo, la banda grabó un álbum final en el otoño de 1982, Words And Music.
En 1983, Dónal Lunny y Christy Moore abandonaron el grupo para concentrarse en Moving Hearts. Irvine, O'Flynn, y Whelan decidieron continuar con la banda, manteniendo al violinista James Kelly, a la vez que reclutaban a Arty McGlynn en la guitarra, a Dolores Keane (voces) y una gran cantidad de instrumentos tradicionales. No obstante, la gira por Irlanda de primavera de 1983, fue la última del grupo.

### Regreso
Veinte años más tarde, Paddy Dougherty, propietario del Hotel Royal Spa en Lisdoonvarna y cofundador del Festival de Lisdoonvarna, alentó al grupo a reunirse. Satisfechos con los resultados y la experiencia de tocar juntos de nuevo, la formación del Planxty original permanecerían juntos durante casi dos años más, en forma de cuarteto, con contribuciones ocasionales de Christy a los teclados. Realizaron conciertos adicionales en Dublín, Belfast y el condado de Clare en 2004, y en Londres en enero de 2005. Se realizó una película documental, Live 2004 y el álbum homónimo.
Después de esta última aventura, no ha habido ninguna otra reunión. En 2018, Liam O'Flynn moriría a los 72 años de edad.

## Etimología
"Planxty" es una palabra que usa el arpista clásico Turlough O'Carolan en muchos de sus trabajos, y se cree que denota un homenaje a una persona en particular: "Planxty Irwin", por ejemplo, sería una tonada en honor del coronel John Irwin de Sligo. "Planxty" parece ser una corrupción de la palabra irlandesa utilizada popularmente en brindis "Slainte", que significa "buena salud". Otros afirman que la palabra no es de origen irlandés, sino que viene del latín "plangere", es decir, golpear o pegar. Por otra parte, su origen puede provenir de la frase gaélica "phlean un ti", que significa "de la casa". Durante la época de la Leyes penales de Irlanda, se prohibieron las canciones cantadas en gaélico, y parece que el uso de la palabra "Planxty", seguido por el nombre del compositor, se utilizaba para ocultar el nombre de pila del mismo, al tiempo que permite mantener la autoría de la canción. Otra explicación posible es que se deriva del latín planctus, un lamento medieval. Independientemente de su origen, el nombre, que sustituyó a la provisional "CLAD" (Christy - Liam - Andy - Dónal), resultó ser una buena opción, dado que la música de O'Carolan jugaría un papel importante en el repertorio de la banda.

## Discografía

### Sencillos
- 1972: Three Drunken Maidens / Sí Beag, Sí Mór
- 1972: The Cliffs of Dooneen / Yarmouth Town
- 1981: Timedance / Nancy Spain
- 1981: Timedance / DJ Version
- 1983: I Pity the Poor Immigrant / The Irish Marche

### Discos de estudio
- 1973: Planxty
- 1973: The Well Below the Valley
- 1974: Cold Blow and the Rainy Night
- 1979: After the Break
- 1980: The Woman I Loved So Well
- 1983: Words & Music

### En directo
- 1987: The Best of Planxty Live – Un álbum doble en casete compilado a partir de conciertos en el Olympia Theatre de Dublín, del 18 al 23 de agosto de 1980.
- 2004: Live 2004

### Antologías
- 1976: The Planxty Collection - incluye "The Cliffs of Dooneen"
- 1984: Planxty Arís – Lanzado sólo en Irlanda; incluye "The Cliffs Of Dooneen" y "Yarmouth Town"

### Recopilatorios
- 1973:  Kertalg 73: 2eme Festival Pop'Celtic - Contiene grabaciones en directo del Festival, el 22 de julio de 1973: "Si Bheag Si Mhor ', "Jig", "Raggle Taggle Gypsy"
- 1980:  Nyon Folk Festival - Contiene grabaciones en directo del Festival, en julio de 1979: "Raggle Taggle Gypsy" y "Smeceno Horo"
- 1980:  High Kings Of Tara - Incluye "Lord McDonald / The Chattering Magpie" y "The Bonny Light Horseman"
- 1986:  Irish Folk Festival - Incluye "Timedance" y "Nancy Spain"
- 1992:  The Seville Suite - contiene la pista de estudio "Timedance '92"
- 2004:  Christy Moore: The Box Set 1964-2004 - incluye grabaciones en directo de "The Raggle Taggle Gypsy", "Three Drunken Maidens", y el hasta entonces inédito "Down In The Valley" (excluido inicialmente del disco Planxty).